# Speagonum
Speagonum is een geslacht van kevers uit de familie van de loopkevers (Carabidae). De wetenschappelijke naam van het geslacht is voor het eerst geldig gepubliceerd in 1978 door Moore.

## Soorten
Het geslacht Speagonum is monotypisch en omvat slechts de volgende soort:
- Speagonum mirabile Moore, 1977